# Supersypnoides gigantea
Supersypnoides gigantea är en fjärilsart som beskrevs av Emilio Berio 1958. Supersypnoides gigantea ingår i släktet Supersypnoides och familjen nattflyn. Inga underarter finns listade i Catalogue of Life.